# BSC Dornbirn
Der BSC (Baseball Softball Club) Dornbirn ist ein Baseballverein aus Dornbirn in Vorarlberg (Österreich), deren Mannschaft Dornbirn Indians 1999, 2003 und 2019 Österreichischer Staatsmeister wurde. In den Jahren 2014, 2018 und 2022 wurden die Indians Österreichischer Vize-Staatsmeister. Die Indians gehören zu den Teams mit den meisten Teilnahmen in Österreichs höchster Baseball Spielklasse.
Der BSC Dornbirn hat neben den Indians, welche in der Baseball Bundesliga (Österreichs höchste Spielklasse) spielen, noch zahlreiche andere Baseball Teams, welche in verschiedenen Altersklassen im Vorarlberger Ligabetrieb teilnehmen. Die Indians 2, das Farmteam der Indians, spielt in der 2. Bundesliga-West zusammen mit Teams aus Vorarlberg und Tirol, und zudem in der Landesliga Vorarlberg. Die fünf Nachwuchsteams nehmen an der Vorarlberger Jugend, Pony, Schüler, Kinder und BeeBall Liga teil. Größter Erfolg im Nachwuchsbereich war der U15 Staatsmeistertitel 2013. Mit den Redhawks, Legends und Bears gibt es auch drei Mixed Slowpitch Teams im Verein. Mit Ende der Saison 2020 haben sich die Dornbirn Sharx dem BSC Dornbirn angeschlossen und treten künftig als Indians auf.

## Teams
- Dornbirn Indians – Baseball League Austria
- Dornbirn Indians Softball – Austrian Softball League
- Dornbirn Indians 2 – 2. Bundesliga-West und Landesliga Vorarlberg
- Indians Juniors (U16) – Jugend Liga Vorarlberg
- Indians Ponies (U14) – Pony Liga Vorarlberg
- Little Indians (U12) – Schüler Liga Vorarlberg
- Indians Kids (U10) – Kinder Liga Vorarlberg
- Indians Minis (U8) – BeeBall Liga Vorarlberg
- Redhawks, Legends und Bears – Vorarlberger Slowpitch Liga

## Sportliche Erfolge
- 1991 – 1. Platz Landesliga Vorarlberg
- 1998 – 1. Platz 2. Bundesliga-West (Aufstieg in Austrian Baseball League)
- 1999 – Österreichischer Staatsmeister
- 2000 – Coed Slowpitch-Softball Staatsmeister (Indians & Dornbirn Sharx)
- 2002 – 1. Platz Cupwinners Cup – Pool B
- 2003 – Österreichischer Staatsmeister
- 2006 – Coed Slowpitch-Softball Staatsmeister (Indians & Dornbirn Sharx)
- 2011 – 1. Platz Baseball-Bundesliga (Aufstieg in Austrian Baseball League)
- 2013 – Österreichischer U15 Staatsmeister
- 2014 – Österreichischer Vize-Staatsmeister
- 2018 – Österreichischer Vize-Staatsmeister
- 2019 – Federation Cup Sieger (Europa Cup)
- 2019 – Österreichischer Staatsmeister
- 2022 – Österreichischer Vize-Staatsmeister
- 2023 – Federation Cup Sieger (Europa Cup)

## Retired Numbers
- 34 – Stefan Intemann
- 26 – Joachim Frick

## Ehrenmitglieder
- Reinhard Intemann
- Akira Yashiro
- Wolfgang Pschorr
- Helfried Lambauer
- Peter Luger